# Ranger Rob
A Ranger Rob 2016 és 2021 között futott kanadai–angol televíziós 3D-s számítógépes animációs kalandsorozat, amelynek alkotója Alexander Bar. A forgatókönyvírói Carolyn Hay, Andrew Sabiston, Jed MacKay, Louise Moon és Rob Tinkler, a rendezői Adrian Thatcher és Glen Pollock, a zeneszerzője Neil Parfitt, a producerei Vanessa Esteves, Tracey Liddell és Christina Sang-St. Catherine. 
A tévéfilmsorozat a Studio Liddell, a Nelvana és a Treehouse Original gyártásában készült. Műfaját tekintve fantasy filmsorozat, filmdráma-sorozat, és sci-fi filmsorozat. Kanadában 2016. szeptember 5-én a Treehouse TV, míg Magyarországon 2017. július 20-án a sorozat 1-2. évadát a Minimax mutatta be. A harmadik évadot az M2 mutatta be 2025. február 26-án.

## Ismertető
A sorozat főhőse egy Ranger Rob nevű fiú, aki szeret kalandokat, amikor felnőtt parkőrként akar dolgozni a Big Sky Parkban.

## Szereplők
| Szereplő   | Eredeti hang         | Magyar hang                                 | Megjegyzés |
| ---------- | -------------------- | ------------------------------------------- | --- |
| Ranger Rob | Jonah Wineberg       | Berecz Kristóf Uwe                          | Egy barna hajú, zöld szemű fiú, aki a sorozat főhőse, szereti a kalandokat. Amikor felnő, azt akarja csinálni, mint a szülei, ő is egy parkőr akar lenni a BSP-nél. |
| Anya       | Helen King           | Dögei Éva                                   | Rob anyukája, a BSP-nél dolgozik. |
| Apa        | Zachary Bennett      | Pál Tamás (1-2. évad) Posta Victor (3.évad) | Rob apukája, a BSP-nél dolgozik. |
| Stomper    | Darren Frost         | Karácsonyi Zoltán                           | Egy Yeti, aki Rob legjobb barátja. Rob mellett ül az autójában. |
| Dakota     | Stephanie Anne Mills | Lamboni Anna                                | Egy fekete hajú, barna szemű, barna bőrű, sárga pántos kislány, aki szintén Rob barátja.                                                                            |
| Chipper    | Robert Tinkler       | Bor László                                  | Rob robotaegyesutója, Stomper együtt utazik vele Robbal. |
| Sam        | Robert Tinkler       | Ács Balázs                                  | Egy göndör barna hajú, barna szemű fiú, aki Rob első számú rajongója. Ő is parkőr akar lenni, mint Rob, amikor felnő.                                               |

### Magyar változat
A szinkront a Minimax, majd az MTVA megbízásából a Subway Stúdió (1-2. évad), majd a Direct Dub Studios készítette.
- Bemondó: Fesztbaum Béla
- Magyar szöveg: Niklosz Krisztina (1-2.évad),
- Hangmérnök: Johannis Vilmos (1-2.évad),
- Gyártásvezető: Terbócs Nóra (1-2.évad),
- Szinkronrendező: Kozma Attila (1-2.évad),
- Produkciós vezető: Kicska László (1-2.évad),

## Évados áttekintés
| Évad | Évad | Epizódok | Eredeti sugárzás    | Eredeti sugárzás     | Magyar sugárzás   | Magyar sugárzás     |
| Évad | Évad | Epizódok | Évadpremier         | Évadfinálé           | Évadpremier       | Évadfinálé          |
| ---- | ---- | -------- | ------------------- | -------------------- | ----------------- | ------------------- |
|      | 1    | 26       | 2016. szeptember 5. | 2017. március 29.    | 2017. július 20.  | 2017. augusztus 28. |
|      | 2    | 14       | 2018. június 2.     | 2018. szeptember 16. | 2018. július 8.   | 2018. július 21.    |
|      | 3    | 26       | 2020. október 26.   | 2021. június 13.     | 2025. február 26. | 2025. március 24.   |